# Xenophora granulosa
Xenophora (Xenophora) granulosa is een slakkensoort uit de familie van de Xenophoridae. De wetenschappelijke naam van de soort is voor het eerst geldig gepubliceerd in 1983 door Ponder.

## Beschrijving
De soort kleeft en plakt verschillende lege schelpjes en steentjes aan zijn schelp vast over de span van zijn leven. Ze komen voor in de warme zeeën van Japan.